# Ctenus pauper
Ctenus pauper är en spindelart som beskrevs av Cândido Firmino de Mello-Leitão 1947. Ctenus pauper ingår i släktet Ctenus och familjen Ctenidae. Inga underarter finns listade i Catalogue of Life.